# Sibandang
Sibandang is een bestuurslaag in het regentschap Tapanuli Utara van de provincie Noord-Sumatra, Indonesië. Sibandang telt 851 inwoners (volkstelling 2010).